# Модульное обучение
Модульное обучение  —  метод обучения, основанный на разделении содержания обучения на небольшие части, называемые модулями. Этот подход позволяет студентам изучать отдельные части материала в удобном темпе и по собственному графику Модульная система обучения работает в формате Европейской кредитно-трансферной системы (Болонской системы, ECTS), основанной на объеме учебной нагрузки, выполненных кредитов.

## Преимущества модульного обучения
- Гибкость: модульное обучение предоставляет студентам возможность изучать материалы в своем собственном темпе и ритме.
- Персонализация: каждый студент может выбирать модули в соответствии с его интересами и потребностями.
- Поддержка: модульное обучение может включать в себя преподавательскую поддержку и/или различные материалы для самостоятельного изучения, что помогает студентам получить дополнительную помощь и ресурсы по необходимости.
- Актуальность: знания и навыки, полученные в одном модуле, могут быть использованы немедленно, что способствует практическому применению новых знаний